# All Rise (singolo Blue)
All Rise è il singolo di debutto della boy band inglese Blue. La canzone divenne un enorme successo in quasi tutta Europa ed in Australia.

## Descrizione
Il singolo pubblicato nel maggio 2001 ha raggiunto la quarta posizione nel Regno Unito, la terza in Australia e la quindicesima in Irlanda.
Il brano "On the Moon" del duo cinese Phoenix Legend è stata accusata di essere un plagio di "All Rise", cosa che è stata fortemente negata dal duo..

## Classifiche
| Paese             | Posizione più alta |
| ----------------- | ------------------ |
| Australia         | 3                  |
| Austria           | 15                 |
| Belgio (Fiandre)  | 2                  |
| Belgio (Vallonia) | 54                 |
| Canada            | 11                 |
| Danimarca         | 4                  |
| Francia           | 14                 |
| Germania          | 19                 |
| Irlanda           | 15                 |
| Norvegia          | 3                  |
| Nuova Zelanda     | 1                  |
| Paesi Bassi       | 70                 |
| Regno Unito       | 4                  |
| Svezia            | 3                  |
| Svizzera          | 22                 |
| Ungheria          | 3                  |